# Силопи
Силопи́ (тур. Silopi) — город и район в провинции Ширнак (Турция).

## История
Люди жили в этих местах ещё со времён Ассирии. В 960—1040 годах здесь господствовали Бювейогуллары, которых затем сменил эмират Джизре. Именно при Джизре и был основан город Силопи. Впоследствии эта местность входила в состав разных государств; в XVI веке она попала в состав Османской империи.